# Sphyraena
Sphyraena – rodzaj morskich ryb okoniokształtnych z rodziny barakudowatych (Sphyraenidae). W języku polskim określane są nazwą barakudy (często spotyka się także pisownię „barrakudy”). Są znakomicie pływającymi drapieżnikami, zamieszkującymi wody ciepłe i tropikalne. Osiągają długość od 1,2 do 1,8 m. Mają mocne ciało pokryte drobnymi łuskami, dwie wyraźnie oddzielone płetwy grzbietowe oraz wystającą żuchwę z licznymi ostrymi zębami. Polują na inne ryby (głównie cefale, sardelowate i luszczowate).
Są poławiane w celach sportowych. Niektóre gatunki, ze względu na smaczne mięso, również w celach konsumpcyjnych. Niekiedy ich mięso jest jednak przesycone ciguatoksynami, co może prowadzić do zatrucia (tzw. „ciguatera”). Ryby te są zuchwałe i ciekawskie. Mogą stanowić potencjalne zagrożenie także dla człowieka (np. podczas nurkowania).

## Klasyfikacja
Gatunki zaliczane do tego rodzaju:
| - Sphyraena acutipinnis - Sphyraena afra – barakuda gwinejska - Sphyraena africana - Sphyraena argentea – barrakuda srebrzysta - Sphyraena barracuda – barakuda, barrakuda wielka - Sphyraena borealis - Sphyraena chrysotaenia – barakuda złocistopasa, barakuda żółtopłetwa - Sphyraena ensis - Sphyraena flavicauda - Sphyraena forsteri - Sphyraena guachancho – barrakuda złotawa - Sphyraena helleri - Sphyraena iburiensis - Sphyraena idiastes | - Sphyraena intermedia - Sphyraena japonica - Sphyraena jello - Sphyraena lucasana - Sphyraena nigripinnis - Sphyraena novaehollandiae – barrakuda australijska - Sphyraena obtusata - Sphyraena picudilla - Sphyraena pinguis - Sphyraena putnamae - Sphyraena qenie - Sphyraena sphyraena – barrakuda europejska, świrena - Sphyraena tome - Sphyraena viridensis – barrakuda atlantycka - Sphyraena waitii |

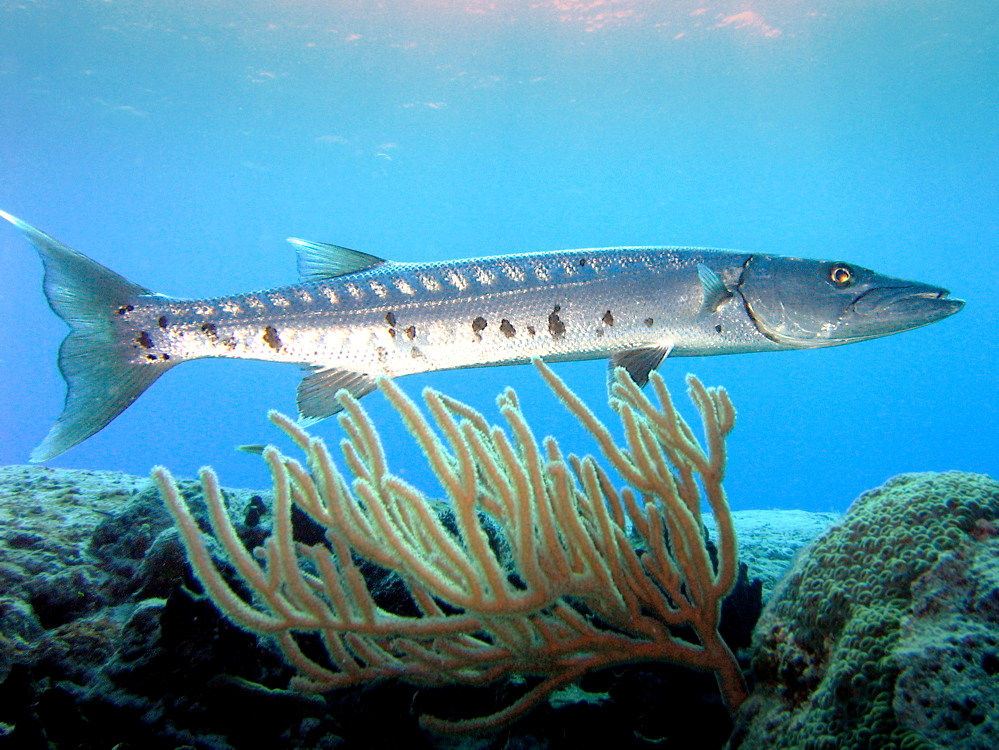
Sphyraena barracuda
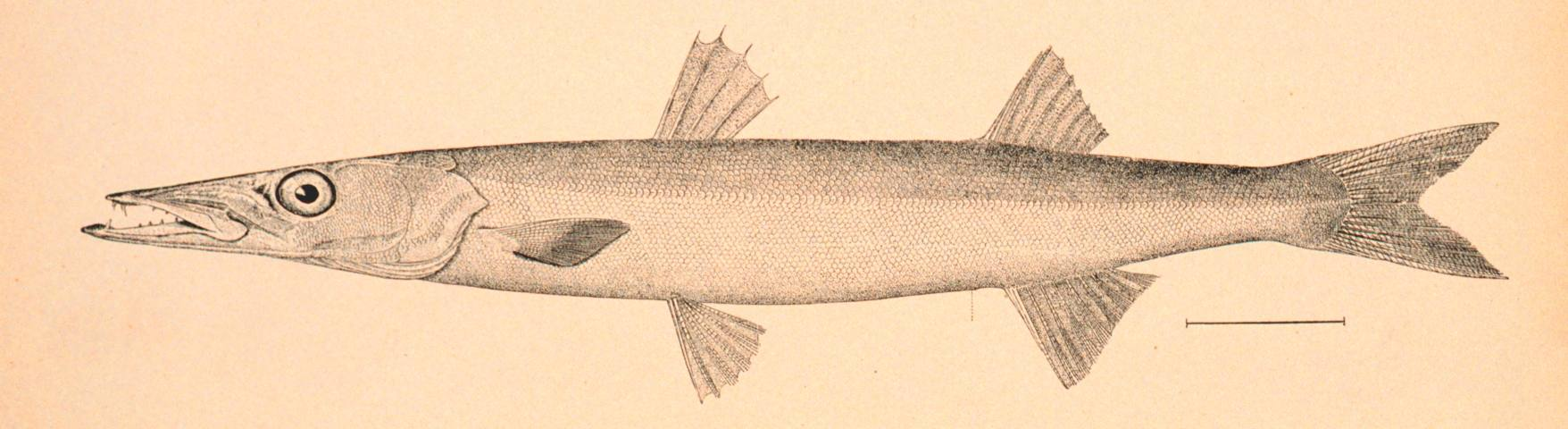
Sphyraena borealis
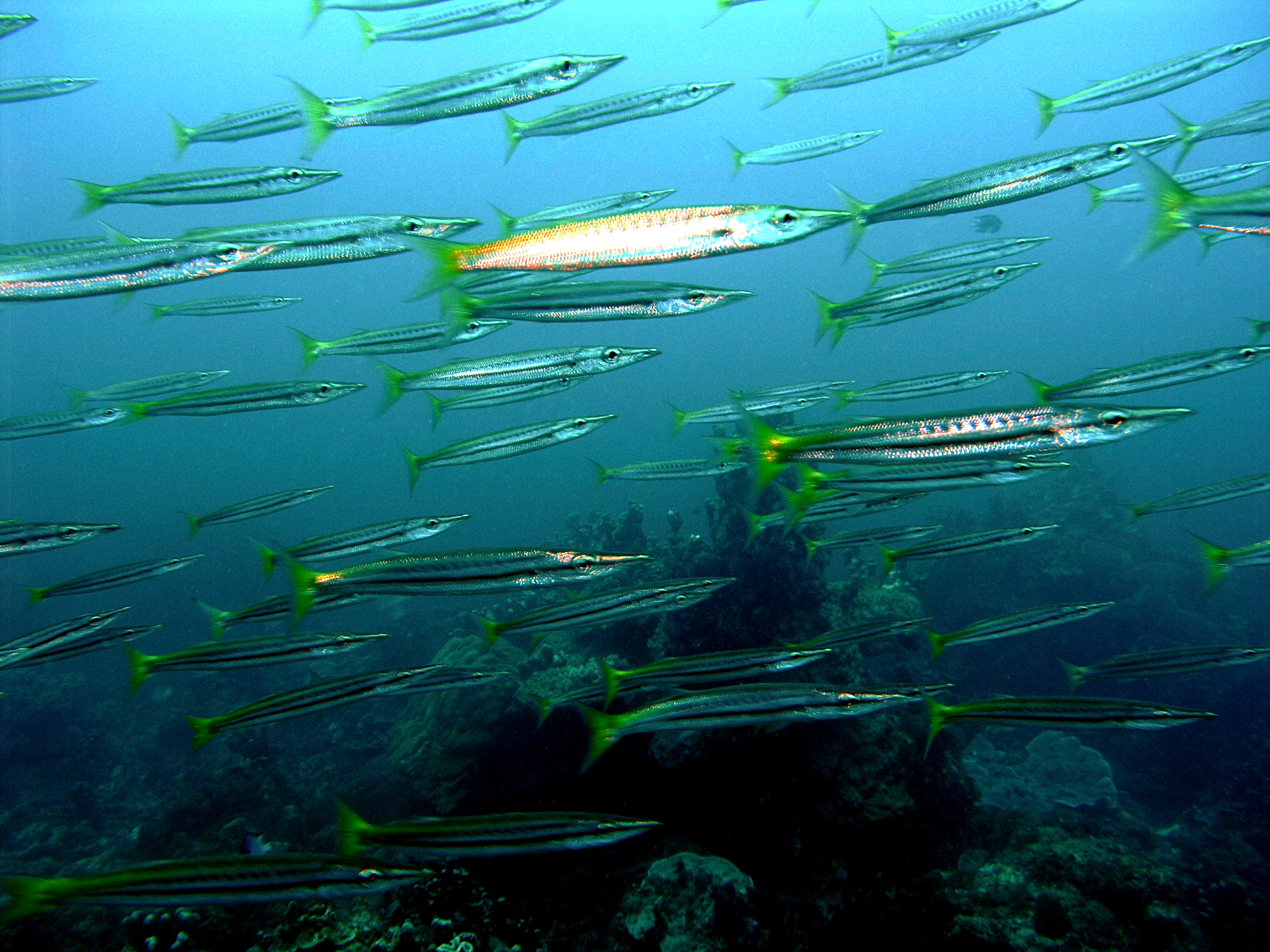
Sphyraena flavicauda
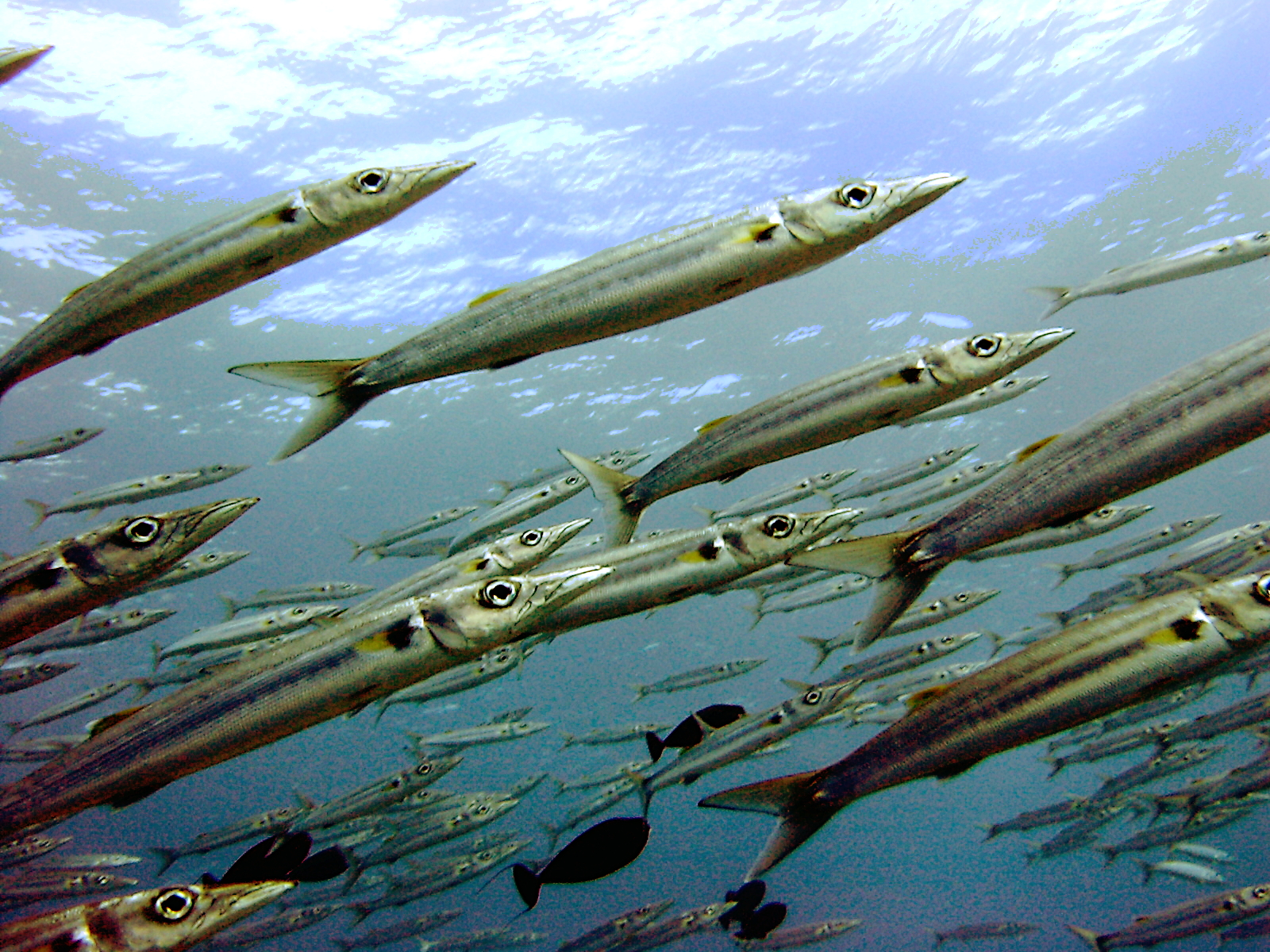
Sphyraena forsteri
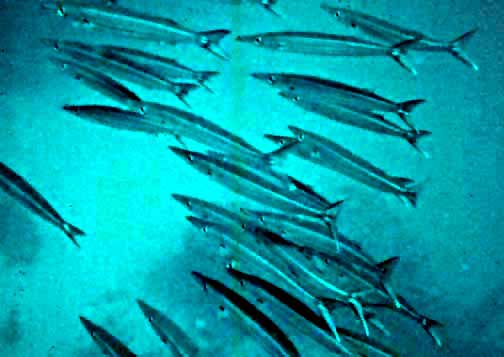
Sphyraena helleri
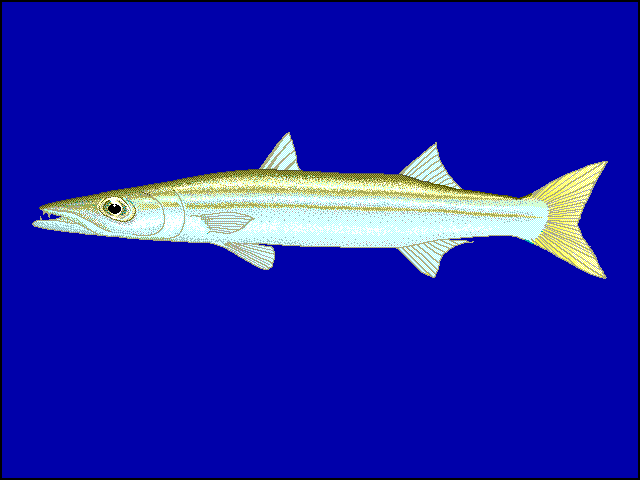
Sphyraena obtusata
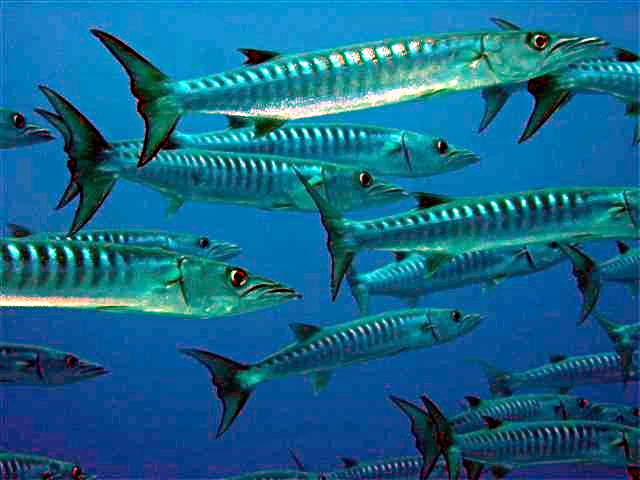
Sphyraena putnamae
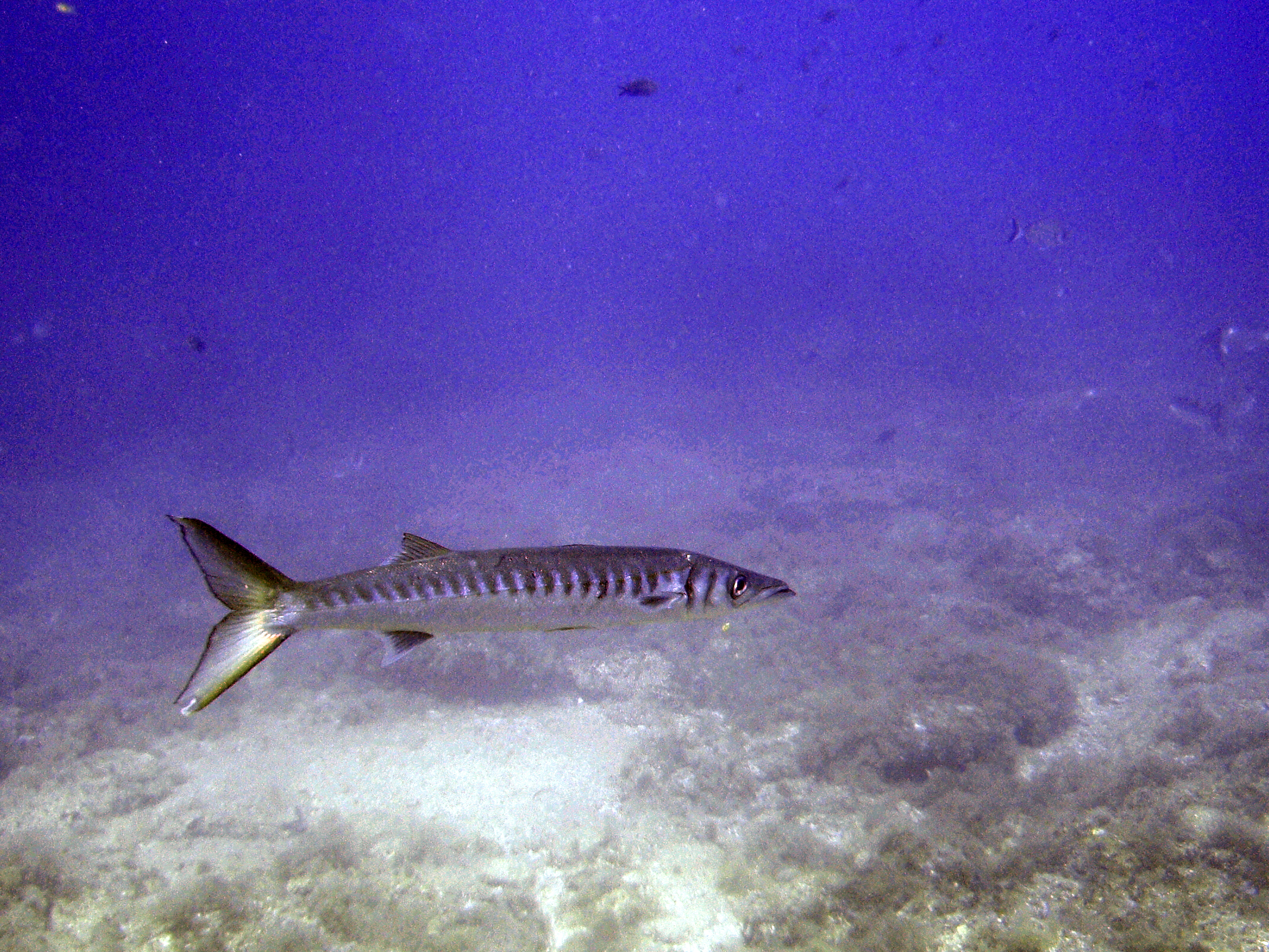
Sphyraena sphyraena